# Amblysomus meesteri
Amblysomus meesteri ist eine Art der Goldmulle. Sie kommt im östlichen Teil von Südafrika vor, wo sie gebirgige Regionen mit Wiesen- und Waldbeständen bewohnt. Es handelt sich um einen mittelgroßen Vertreter der Goldmulle. Wie andere Arten der Gruppe zeichnet er sich durch einen spindelförmigen Körper, äußerlich nicht sichtbare Ohren sowie durch kräftige Grabkrallen an den Vorderfüßen aus. Das Rückenfell ist rötlich braun getönt, die Unterseite orangefarben. Über die Lebensweise der Tiere liegen keine Informationen vor. Die wissenschaftliche Beschreibung der Art erfolgte im Jahr 2000 zunächst als Unterart des Hottentotten-Goldmulls. Seit dem Jahr 2023 gilt die Form jedoch als eigenständige Art. Über die Bedrohung ist nichts bekannt.

## Merkmale

### Habitus
Amblysomus meesteri ist ein mittelgroßer Vertreter der Goldmulle, etwa vergleichbar zum Hottentotten-Goldmull (Amblysomus hottentotus), aber schlanker als der ähnlich verbreitete Robuste Goldmull (Amblysomus robustus). Die Tiere erreichen eine Gesamtlänge von 10,7 bis 14,5 cm. Das Körpergewicht beträgt zwischen 41 und 57 g. Männchen sind generell größer als Weibchen. Im Erscheinungsbild ähneln sie anderen Angehörigen der Familie. Der Körper ist spindelförmig, Ohren und Schwanz sind äußerlich nicht sichtbar. Das Rückenfell weist eine rötlich braune Färbung auf. Entlang der Mittellinie verläuft eine rötlich schwarze Linie. Auf der Unterseite dominieren orangefarbene Töne. Der Übergang an den Seiten ist fließend. Auf den Wangen oberhalb der Augen treten unregelmäßige gelblich orangefarbene Flecken auf. Die Grannen sind mit gewellt angeordneten Schuppen bedeckt. Allgemein zeigen sich die Gliedmaßen kurz und kräftig gebaut. Die Vorderfüße tragen vier, die Hinterfüße fünf Strahlen, die jeweils mit Krallen ausgestattet sind. Die kräftige mittlere Vorderkralle wird an der Basis 5,0 bis 5,5 mm breit. Der Hinterfuß ist 14 bis 17 mm lang.

### Schädel- und Gebissmerkmale
Der Schädel misst 26,6 bis 28,6 mm in der Länge, am Jochbein wird er 16,0 bis 16,7 mm breit. Die größte Höhe erreicht 12,4 bis 13,8 mm. Allgemein ist der Schädel langgestreckt. Die Schädelbreite liegt bei über 61 % der Schädellänge, was mit dem Hottentotten-Goldmull übereinstimmt. Im Vergleich zu diesem wirkt der Schädel bei Amblysomus meesteri etwas flacher, gegenüber dem Robusten Goldmull ist er deutlich kleiner. Der Geschlechtsdimorphismus spiegelt sich im Schädel wider, konnte aber metrisch bisher nur an den Maßen des Gaumens sicher gefasst werden. Das Gebiss besteht aus 36 Zähnen mit folgender Zahnformel {\displaystyle {\frac {3.1.3.2}{3.1.3.2}}}. Die Molaren zeichnen sich durch drei Höckerchen auf der Kaufläche aus (tricuspid). Im Gegensatz zum Hottentotten-Goldmull fehlt ein Talonid, ein definierter Bereich der Kauoberfläche an den unteren Mahlzähnen. Der erste Prämolar ist ähnlich gestaltet wie die Molaren (semimolariform) und vergleichbar hoch wie die nachfolgenden Vormahlzähne. Das weicht vom Hottentotten-Goldmull mit einem zweispitzigen vorderen Prämolaren ab. Die obere Zahnreihe erstreckt sich über 6,3 bis 6,9 mm.

## Verbreitung
Das Verbreitungsgebiet von Amblysomus meesteri liegt in Südafrika. Die Art kommt dort in der Umgebung von Graskop und Mariepskop in der Provinz Mpumalanga vor. Einzelne Exemplare konnten auch südwärts bei White River in der gleichen Provinz beobachtet werden. Das gesamte Vorkommen ist dadurch stark eingeschränkt und umfasst wohl weniger als 20.000 km². Die Region wird durch die nördlichen Drakensberge geprägt. Als Habitate nutzen die Tiere mesische (trockene bis feuchte) Bergwiesen und natürliche Wälder am Rand von Savannen. Teilweise dringen sie auch in Gärten und Kulturland vor. Ökologisch gehört die Landschaft dem Grassveld an, geographisch dem Highveld.

## Lebensweise
Über die Lebensweise von Amblysomus meesteri sind keine Informationen verfügbar. Wie die anderen Goldmulle auch lebt die Art wohl im Boden grabend.

## Systematik
Amblysomus meesteri ist eine Art aus der Gattung der Kupfergoldmulle (Amblysomus), die weitere fünf Mitglieder einschließt. Die Kupfergoldmulle repräsentieren dadurch die variantenreichste Gruppe innerhalb der Familie der Goldmulle (Chrysochloridae). Die Goldmulle wiederum sind eine endemisch in Afrika auftretende Gruppe kleinerer, bodengrabender Säugetiere aus der Überordnung der Afrotheria. Sie kommen hauptsächlich im südlichen Afrika vor, einige wenige Arten bewohnen auch das östliche oder zentrale Afrika. Die Tiere führen eine stark spezialisierte Lebensweise, weswegen die Habitate der einzelnen Arten mit wenigen Ausnahmen zumeist eng begrenzt sind. Innerhalb der Goldmulle lassen sich zwei ökologische Gruppen unterschieden. Zu der einen zählen Formen trockener bis teils halbwüstenartiger Regionen wie etwa der Wüstengoldmull (Eremitalpa) oder die Kapgoldmulle (Chrysochloris). Die andere umfasst die Bewohner offener Gras- und Savannenlandschaften sowie von Wäldern, etwa die Kupfergoldmulle, die Riesengoldmulle (Chrysospalax) oder Arends’ Goldmull (Carpitalpa). Die innere Gliederung der Familie ist bisher nicht eindeutig geklärt. Häufig werden zwei oder drei Unterfamilien angenommen, die im Bau des Hammers im Mittelohr voneinander unterscheidbar sind: die Amblysominae mit einem normal gebauten Malleus, die Chrysochlorinae mit einem stark verlängerten Kopf des Malleus und die Eremitalpinae mit einem kugelig aufgeblähten Kopf des Malleus. Die beiden letztgenannten werden mitunter auch zu einer Unterfamilie, den Chrysochlorinae, vereint. Diese auf skelettanatomischen Unterschieden beruhende Untergliederung der Goldmulle konnte bisher jedoch nicht vollständig durch genetische Befunde bestätigt werden. Molekulargenetischen Untersuchungen zufolge bilden die Gattungen Neamblysomus und Carpitalpa die nächsten Verwandten von Amblysomus.
Die wissenschaftliche Erstbeschreibung von Amblysomus meesteri erfolgte im Jahr 2000 durch Gary N. Bronner. Er führte seine neue Form als Unterart des Hottentotten-Goldmulls (Amblysomus hottentotus) ein. Als Belegexemplar benannte Bronner ein ausgewachsenes männliches Exemplar von 11,0 cm Körperlänge, das er selbst im Mai 1991 aufgesammelt hatte. Die Typusregion gab er mit der President Street in Graskop in der Provinz Mpumalanga im östlichen Südafrika an. Sie liegt rund 1750 m über dem Meeresspiegel. Das Artepitheton ehrt Jurgens A. J. Meester, einen bedeutenden südafrikanischen Säugetierspezialisten.
Der Status von Amblysomus meesteri als Unterart des Hottentotten-Goldmulls war für die nächsten Jahre weitgehend akzeptiert, auch wenn die Population ersterer Form geographisch isoliert bestand. Unterstützt wurde die Ansicht unter anderem durch den Chromosomensatz, der sowohl bei Amblysomus meesteri als auch beim Hottentotten-Goldmull 30 Paare umfasst, während einige andere Angehörige der Kupfergoldmulle wie der Highveld-Goldmull (Amblysomus septentrionalis) 34 oder der Robuste Goldmull (Amblysomus robustus) 36 aufweisen. Weitere Untersuchungen zum Chromosomenaufbau im Jahr 2008 erbrachten dann jedoch Abweichungen in der Telomerstruktur zwischen Amblysomus meesteri und anderen Angehörigen des Hottentotten-Goldmulls. Die Autoren der Studie plädierten daher für eine artliche Anerkennung von Amblysomus meesteri. Die aufgezeigten Abweichungen fanden in der Folgezeit Bestätigung durch mehrere genetische Studien in den Jahren 2015 und 2019, in denen sich der Hottentotten-Goldmull als nicht monophyletisch erwies. Hierbei ergab sich eine nähere Beziehung von Amblysomus meesteri zu Marleys Goldmull (Amblysomus marleyi). Beide Vertreter nahmen innerhalb der Kupfergoldmulle eine eher basale Stellung ein. Unabhängig der ermittelten Differenzen behielt unter anderem der achte Band des Standardwerkes Handbook of the Mammals of the World aus dem Jahr 2018, der sich intensiv mit den Goldmullen beschäftigt, den status quo von Amblysomus meestri als Unterart des Hottentotten-Goldmulls bei. Letztendlich führte eine weitere genetische Analyse aus dem Jahr 2023 zur Anerkennung von Amblysomus meesteri als eigenständige Art.

## Gefährdung und Schutz
Die IUCN führt Amblysomus meesteri derzeit nicht als eigenständige Art, sondern integriert die Form in den Hottentotten-Goldmull. Dessen Gesamtbestand stuft die Umweltschutzorganisation als „nicht gefährdet“ (least concern) ein. In der Erstbeschreibung wird der Status mit „ungenügende Datengrundlage“ (data deficient) angegeben. Die Art kommt im Blyde-River-Canyon-Naturschutzgebiet vor.